# Ochmet

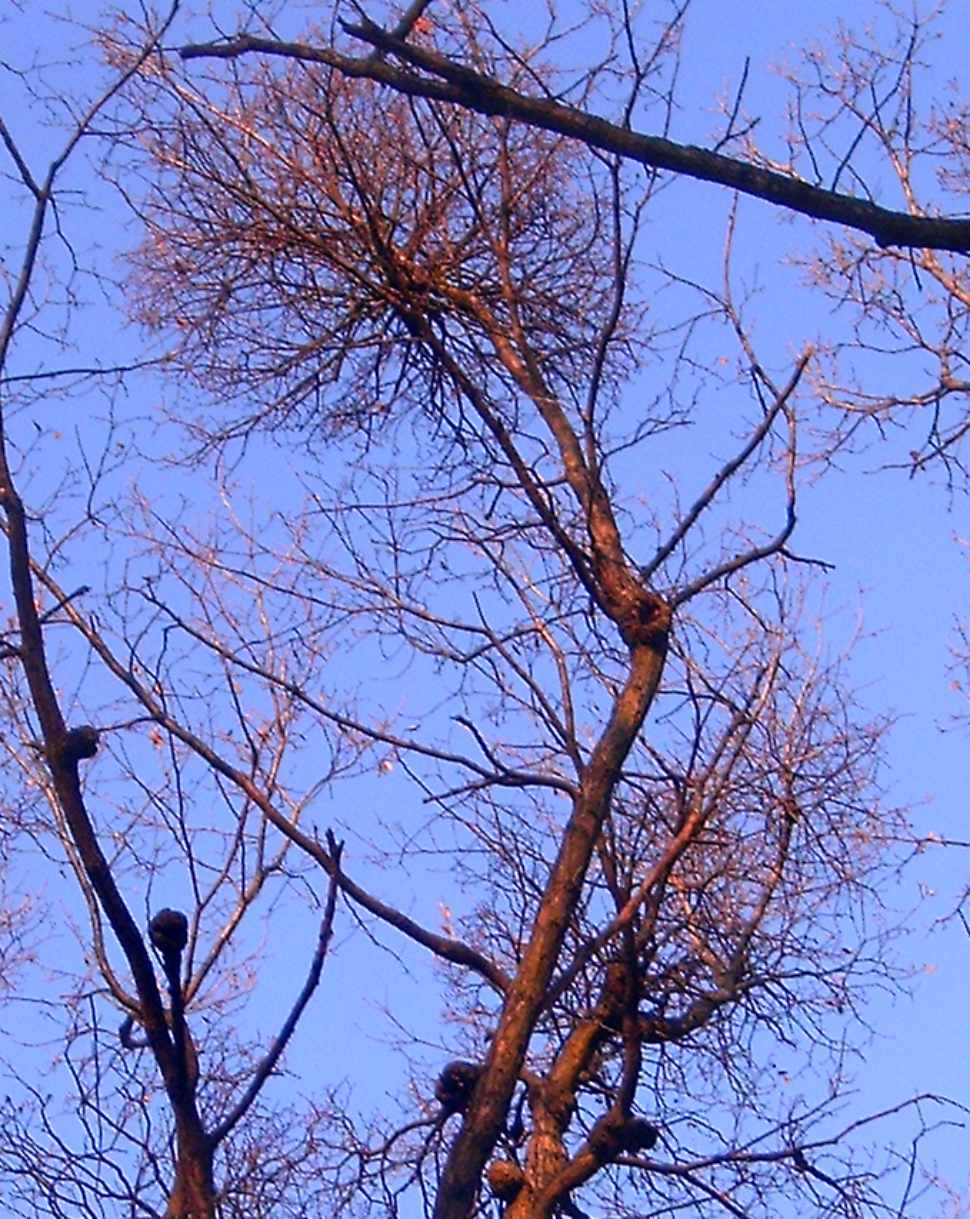
Ochmet v zimním období v koruně dubu

Ochmet (Loranthus) je rod rostlin z čeledi ochmetovité. Jsou to opadavé nebo stálezelené poloparazitické keře se vstřícnými listy a nenápadnými přisedlými květy, rostoucí zejména na dubech. Plodem je bobule.
Rod zahrnuje v závislosti na taxonomickém pojetí od 2 do 10 druhů. Je rozšířen od Evropy po Japonsko a jihovýchodní Asii. V teplejších oblastech České republiky se vyskytuje ochmet evropský.

## Popis
Ochmety jsou opadavé nebo stálezelené (L. odoratus), poloparazitické, lysé, dvoudomé keře s jednoduchými téměř až zcela vstřícnými listy se zpeřenou žilnatinou. Květy jsou jednopohlavné, zpravidla pěti nebo šestičetné, přisedlé, uložené v prohlubních vřetene úžlabního nebo vrcholového hroznu. Každý květ je podepřen drobným listenem. Kalich je vejcovitý, bez laloků. Koruna je bílá, nažloutlá nebo zelenavá, tvořena 4 nebo 6 drobnými, volnými korunními lístky. Tyčinky jsou přirostlé ke korunním lístkům. Semeník obsahuje jedinou komůrku a nese válcovitou čnělku zakončenou hlavatou až uťatou bliznou. Plodem je kulovitá až vejcovitá, hladká bobule.

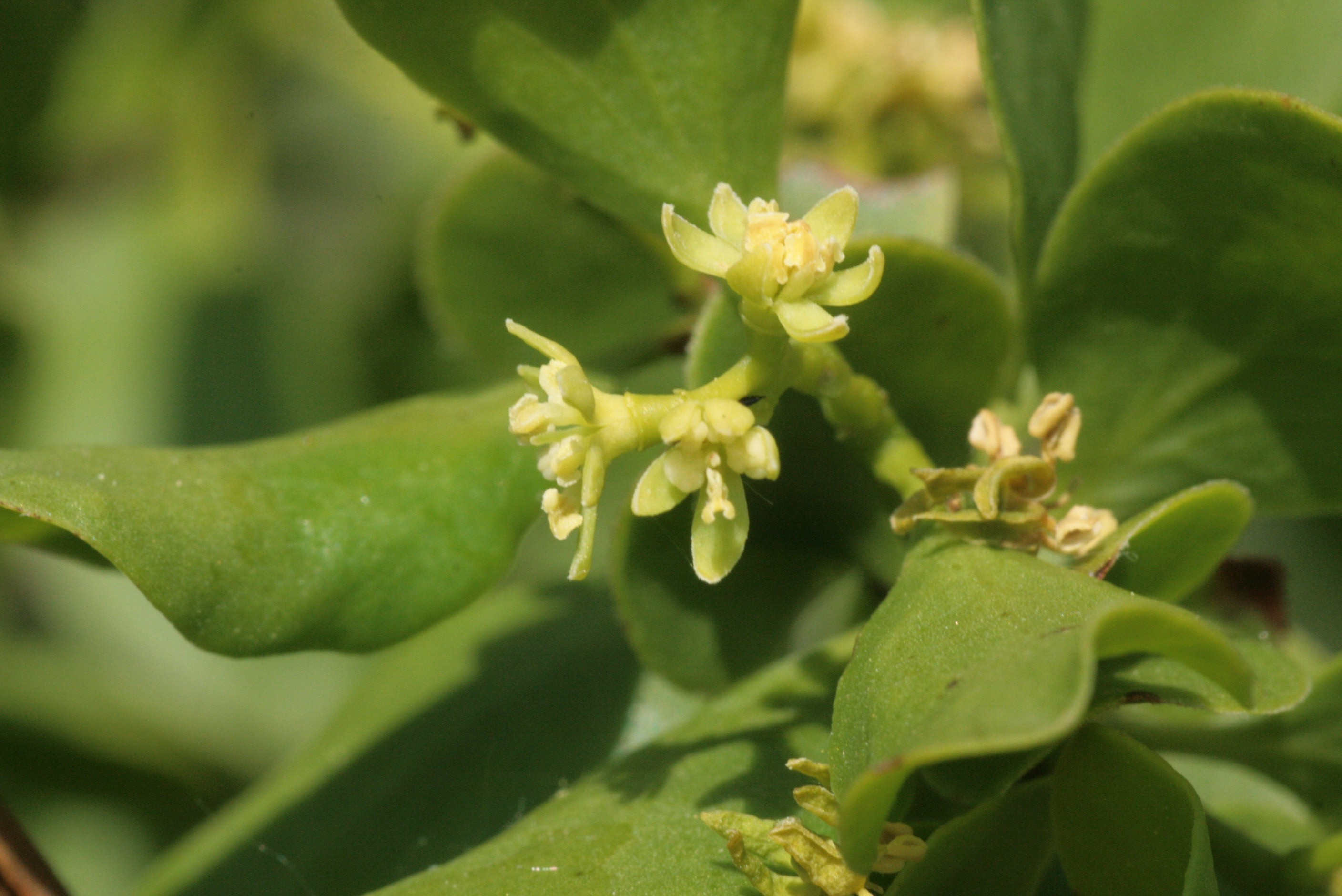
Kvetoucí ochmet evropský
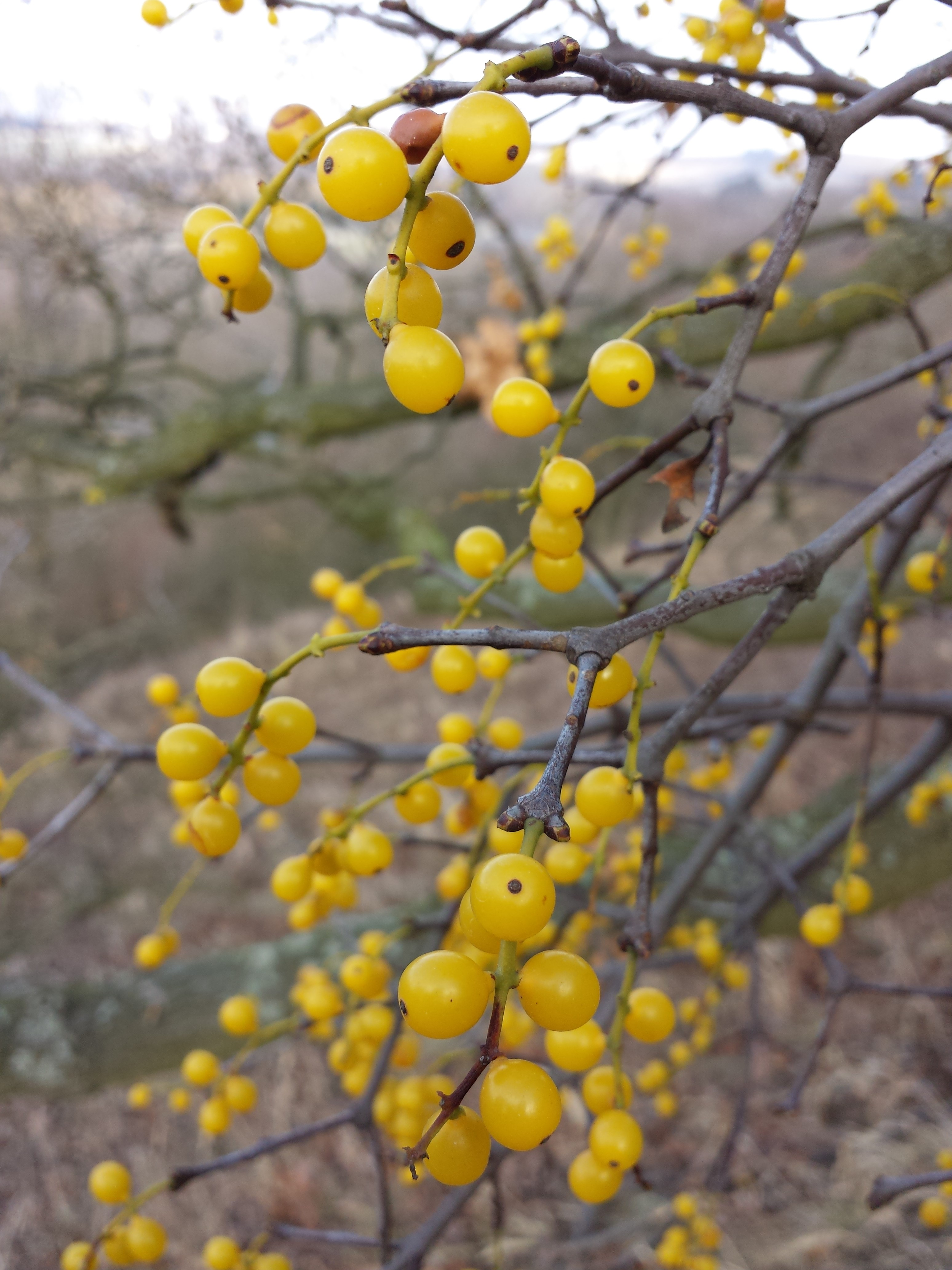
Ochmet evropský se zralými bobulemi

## Rozšíření
Rod ochmet zahrnuje v závislosti na taxonomickém pojetí 2 až 10 druhů. Je rozšířen od střední a jihovýchodní Evropy přes jihozápadní a Střední Asii, Himálaj, Mongolsko a Čínu po Japonsko a jihovýchodní Asii. Ochmet evropský (v úzkém taxonomickém pojetí) je rozšířen ve střední a jihovýchodní Evropě, izolovaně také v jižním Turecku a na Krymu. V České republice roste poměrně hojně až roztroušeně v teplejších oblastech. Druh Loranthus odoratus se vyskytuje v tropické jihovýchodní Asii na ostrovech Sumatra a Sulawesi.

## Ekologické interakce
Ochmety jsou poloparazitické keře, rostoucí na kmenech a větvích jiných dřevin. Nejčastěji rostou na různých druzích dubů. Ochmet evropský je vzácně nacházen i na jiných listnatých dřevinách, jako je habr obecný, trnka obecná nebo javor babyka, mimo území ČR i na kaštanovníku, buku lesním nebo lípě. Může být naopak hostitelem jmelí bílého. Některé asijské taxony rostou i na jiných zástupcích čeledi bukovité, na meruňce, hrušních, břízách, jilmech, olších nebo platykaryji z čeledi ořešákovité. Tchajwanský druh Loranthus kaoi parazituje na jiných poloparazitických zástupcích čeledi ochmetovité, zejména na rodu Taxillus.
Ochmet proniká haustorii do dřeva hostitelské dřeviny a připojuje se přímo k cévám xylému, z nichž čerpá vodu a minerální látky jdoucí od kořenů do koruny stromu. Rostlina provozuje vlastní fotosyntézu a nedochází k výměně asimilátů s hostitelem.

## Taxonomie
Taxonomie rodu Loranthus je dosud velmi nesjednocená. V minulosti do něj byly řazeny stovky druhů (Květena České republiky uvádí 450 až 500 druhů), které byly s nástupem molekulárních metod postupně rozřazeny do jiných rodů této taxonomicky komplikované čeledi. K. Kubitzki uvádí v díle vydaném v roce 2015 pouze 2 druhy: Loranthus europaeus a L. odoratus. Druh L. europaeus je zde pojat široce, s rozšířením sahajícím od Evropy až po Japonsko, a jsou do něj zahrnuty asijské druhy (L. tanakae, L. lambertianus, L. delavayi, L. kaoi aj.), v některých starších zdrojích řazené do samostatného rodu Hyphear.
Podle výsledků molekulárních studií je nejblíže příbuzným rodem monotypický rod Cecarria, zastoupený jediným druhem v oblasti od Malých Sund po Austrálii.

## Zástupci
- ochmet evropský (Loranthus europaeus)